# Védelmi diplomácia
A nemzetközi politikában a védelmi diplomácia (katonai diplomácia) külpolitikai célkitűzések támogatását jelenti a védelmi eszközök és képességek békés felhasználásával.

## A fogalom eredete
A védelmi diplomácia, vagy más néven katonai diplomácia fogalmának megjelenése a nyugati védelmi létesítmények hidegháborút követő újraértékelésében gyökeredzik, melynek célkitűzése volt, hogy a nyugati államok sikeresen alkalmazkodjanak az újonnan kialakult nemzetközi biztonságpolitikai környezethez. Bár a fogalom eredete a nyugathoz köthető, a védelmi diplomácia gyakorlata nem korlátozódik nyugati államokra.

## A védelmi diplomácia lényege
Bár még nem létezik egy széles körűen elfogadott definíciója a védelmi diplomáciának, vagy más nevén katonai diplomáciának, értelmezhető a védelem teljes eszköztárából források békés célú felhasználásaként azzal a céllal, hogy egy állam pozitív eredményeket érjen el bilaterális vagy multilaterális nemzetközi kapcsolataiban. A védelmi diplomáciához nem tartozik semmilyen katonai művelet, magába foglal azonban más védelmi tevékenységeket, ide tartozhat például személyzetcsere, hajók vagy repülőgépek látogatása, magas szintű párbeszéd (védelmi miniszterek és magas rangú védelmi személyzet), bilaterális találkozók és személyzeti tárgyalások, képzés és hadgyakorlatok, regionális védelmi fórumok szervezése (Halifax Nemzetközi Biztonsági Fórum, Shangri-La Dialogue), bizalom- és biztonságépítő intézkedések, vagy non-proliferációs intézkedések.
Az Egyesült Királyság hadserege nyolc céljának egyikeként definiálta a védelmi diplomáciát, megcélozva az ellenségesség eloszlatását, kölcsönös bizalom építését és fenntartását, demokratikusan felelősségre vonható katonai erők fejlesztését és végső célként a konfliktusok elkerülését és békés megoldását.
A védelmi minisztériumok gyakran fejlesztik és alkalmazzák a védelmi diplomáciát szorosan együttműködve a kül- és fejlesztési minisztériumokkal, ezzel elősegítve a kormányon átívelő koherenciát és fókuszt. Ezekhez az apparátusokhoz kapcsolódnak értelemszerűen az adott állam fegyveres erői, melyek a védelmi minisztériummal együtt a védelmi diplomáciát végrehajtják, a struktúra részeit azonban védelmi attasék is, illetve olyan egységek, melyeket a más államok fegyveres erőivel való közös kiképzés céljával hoznak létre, és a tudományhoz és technológiához kapcsolódó egységek. Ilyen módon a védelmi diplomáciát végrehajtó struktúra a védelmi minisztérium mellett a külügyi apparátushoz is tartozik, amely meghatározza külügyi irányelveket, célkitűzéseket és feladatokat, melyeknek megfelelően jár el a védelmi minisztérium és a fegyveres erők.
Az Amerikai Egyesült Államok a 2000-es évek közepétől az iraki és afganisztáni háborúkban tapasztalt nehézségekre reagálva nagyobb hangsúlyt kezdett fektetni a biztonságpolitikai érdekeinek nem katonai úton történő érvényesítésére. Ezen törekvések során az Amerikai Egyesült Államok védelmi létesítményében is előtérbe került a védelmi diplomácia eszköztára.
Ausztrália a Csendes-óceán térségében kialakult USA-Kína rivalizálás által teremtett környezetben hagyatkozik a védelmi diplomácia eszközeire: a kihívásokra válaszul a kormány a regionális elkötelezettség elmélyítését célozta meg, melynek keretében a védelmi létesítménye nem katonai módszerekkel próbál erősebb kapcsolatokat építeni az Ausztrália számára kulcsfontosságú környező államokkal, elősegítve a nemzetállami érdekek érvényesülését.
A védelmi diplomácia gyakran kapcsolódik a konfliktusmegelőzéssel és a védelmi szektor reformjával.

## Története
Bár a fogalom a hidegháború után született meg, a védelmi diplomácia eszközeit a 17. századtól, a harmincéves háború óta használják, amikor Armand Richelieu bíboros katonatiszteket küldött külföldre, hogy működjenek együtt a szövetséges hatalmakkal  és információt gyűjtsenek. A 19. században Bonaparte Napóleon formalizálta a katonatisztek diplomáciai célokra történő alkalmazását. A hidegháború során elterjedtté vált a katonai attasék részvétele a diplomáciai tevékenységben, és az 1961. évi Bécsi Egyezmény Diplomáciai Kapcsolatokról ugyanazokat az előjogokat és immunitásokat állapította meg a katonai attasékra vonatkozóan, amelyek a diplomatákat illették meg. A katonai attasék hagyományos szerepköre azonban a hidegháború végével a háttérbe szorult, teret adva a védelmi diplomácia mai formájában való elterjedésének.